# ヴァルティスラフ1世 (ポメラニア公)

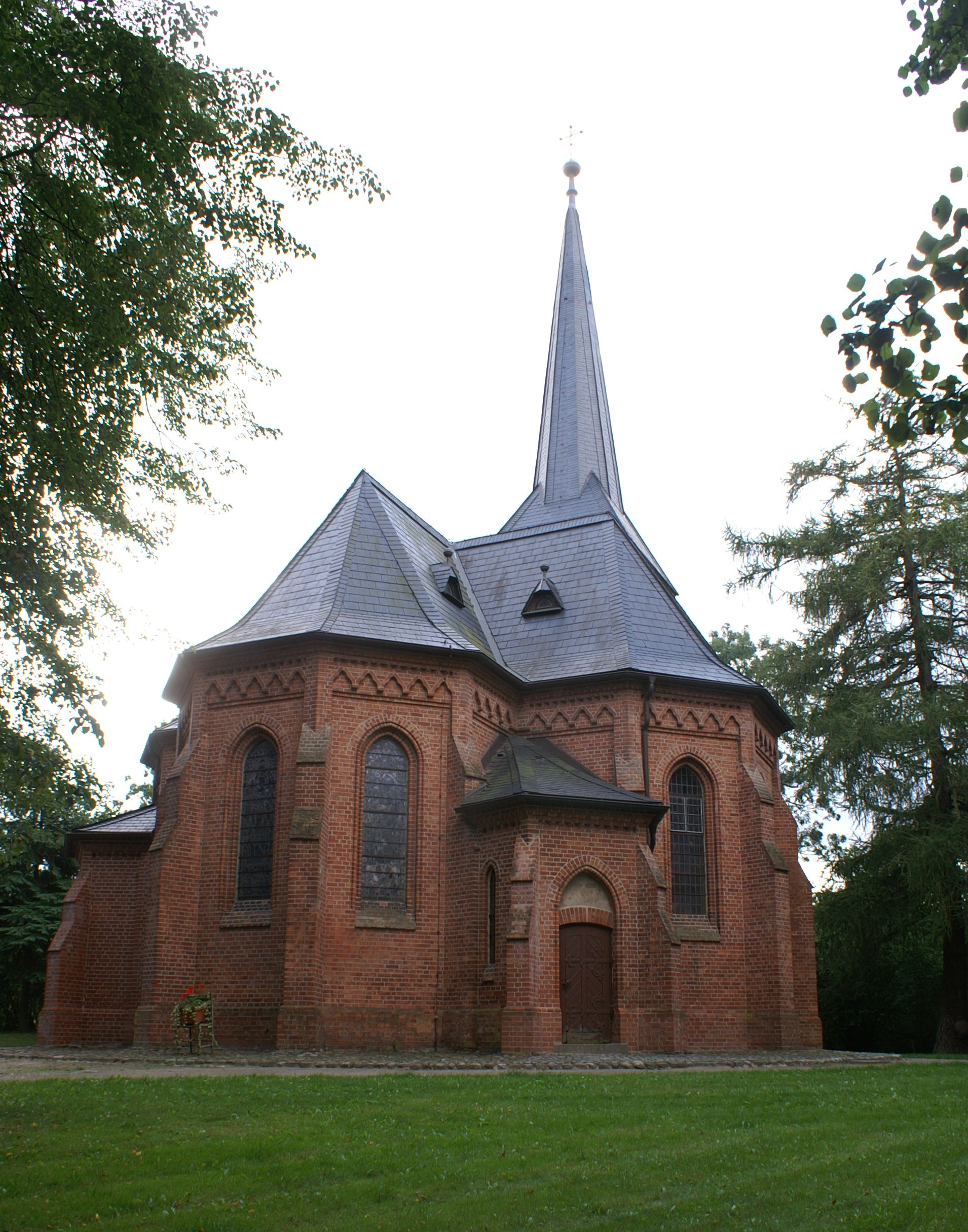
ヴァルティスラフ記念教会（シュトルペ）

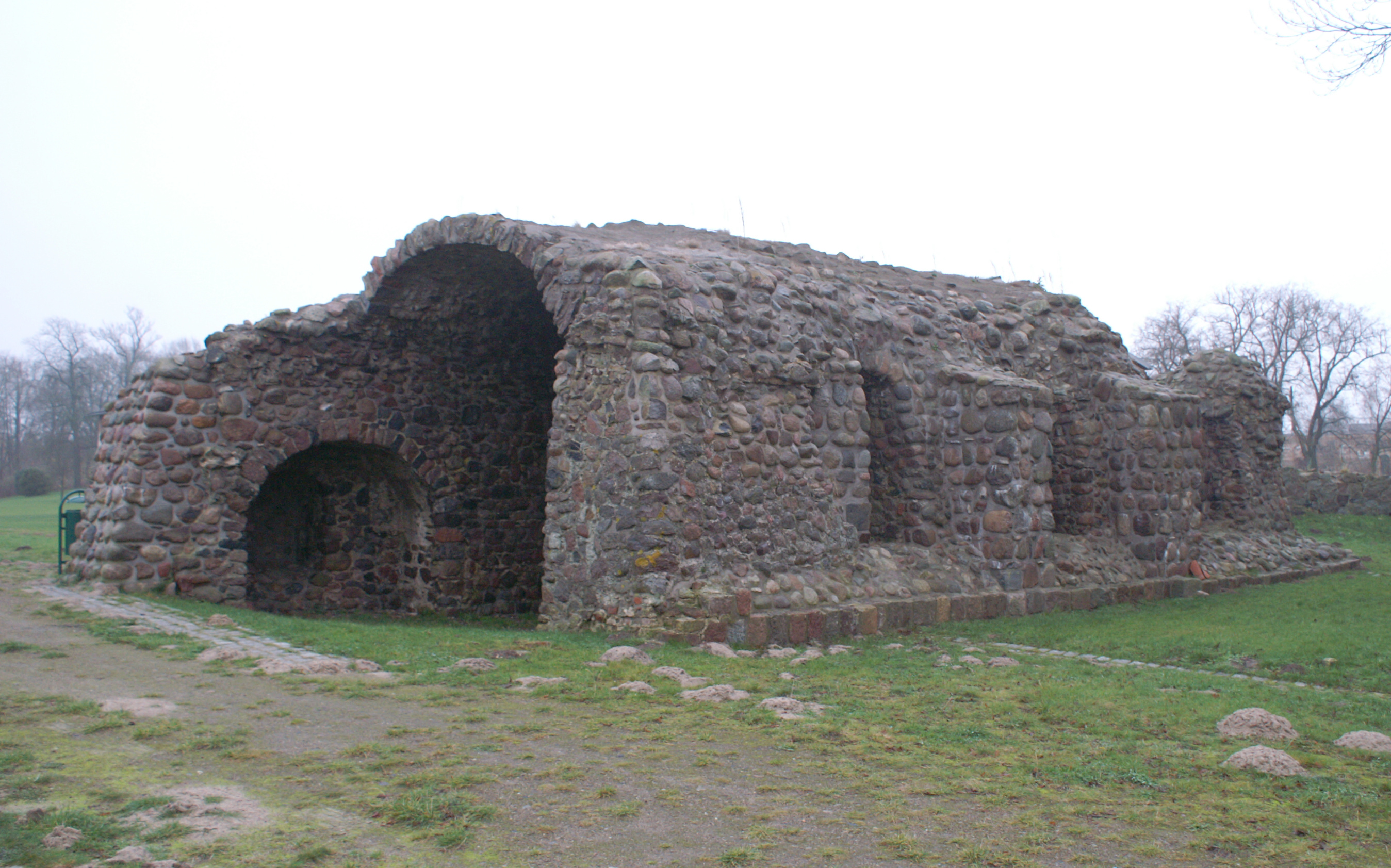
ヴァルティスラフ1世の弟ラティボル1世が建てたシュトルペ教会、ヴァルティスラフ記念碑の近くにある

ヴァルティスラフ1世（独：Wartislaw I., 1100年ごろ - 1135年8月9日）またはヴァルチスワフ1世（波：Warcisław I）は、ポメラニア公国の初代統治者で、グリフ朝の創始者。

## 生涯
ヴァルティスラフ1世に関する情報のほとんどは、バンベルク司教オットーの生涯に関する資料からのものである。ヴァルティスラフ1世はスラブ系であり、おそらく12世紀初頭ごろに生まれたと考えられている。サクソン人の捕虜となっている間にキリスト教の洗礼を受けた後、最初のころはおそらく「隠れキリスト教徒」であったと思われる。ヴァルティスラフ1世は自分がキリスト教徒であることをまだ異教徒であった臣下から隠しておきかったからである。1109年ヴァルティスラフ1世はナクウォの戦いでポーランド公ボレスワフ3世クシヴォウスティに敗れ、1120年から1123年の間にその臣下となった。ヴァルティスラフ1世はボレスワフ3世に臣下の礼を取り、ポメラニアをキリスト教化することに同意した。このために、ヴァルティスラフ1世はボレスワフ3世とともに、ポメラニアの改宗を成功させたバンベルク司教オットーを支援した。1124年までカミエン・ポモルスキに居を構えた。
ヴァルティスラフ1世が年代記に記されているものは、サクソ・グラマティクスによるもので、1129年から1130年ごろのポーランド・デンマーク軍によるヴァルティスラフ1世に対する遠征が記載されており、その遠征はヴォリン島とウーゼドム島に向けてのものであった。デンマーク王ニルスはヴァルティスラフ1世を捕虜にしたとされるが、「オボトリート族の王」クヌーズ・レーヴァートの介入により後に釈放された。
オットーの年代記の作者はヴァルティスラフ1世の妻の名前を記していないが、妻がキリスト教徒であったことだけを述べている。オットーはまた、ヴァルティスラフ1世に結婚する前に24人の妻や側室を帰国させるよう強制した。ポメラニアの年代記作者トーマス・カンツォーは、ほぼ400年後に年代記を書いているが、ヴァルティスラフ1世はザクセン出身のハイラ（Heila）と結婚していたと記している。ハイラは1128年に亡くなったとされており、翌年ヴァルティスラフ1世はデンマーク王ニルスまたはクヌーズ・レーヴァートの娘イダと結婚した（カンツォーはこの点に関して後の版で年代記を変更した）。しかし、妻とされる二人の名前と出自については、後世の歴史家によって疑問視されている。E. Rymarは、もしヴァルティスラフ1世が実際にドイツの公女と結婚していたなら、オットーの生涯などに関する資料は間違いなくその事実に言及していたであろうと主張する。Rymarは代わりに、ヴァルティスラフ1世の妻はおそらくルーシ人のリューリク朝の出身であったのではないかという仮説を立てている。
ヴァルティスラフ1世にはポメラニア公ボギスラフ1世、ポメラニア公カジミール1世、そしてメクレンブルク領主プリビスラフと結婚したヴォイズラヴァという2男1女がいた。
ヴァルティスラフは1134年から1148年の間に殺され、公国は弟のラティボル1世が相続した。ヴァルティスラフは現在のオストフォアポンメルン郡のシュトルペで異教徒によって殺されたといわれている。そこには、彼の伝道の記念に十字架の彫られた、Wartislawstein（ヴァルティスラフの岩）という岩が残っている。

## 子女
- ボギスラフ1世（1130年頃 - 1187年） - ポメラニア公
- カジミール1世（1130年以降 - 1180年） - ポメラニア公
- ヴォイズラヴァ - メクレンブルク領主プリビスラフと結婚